# Шампаньоль (Приморская Шаранта)
Шампаньо́ль (фр. Champagnolles) — коммуна во Франции. Департамент коммуны — Приморская Шаранта (регион Новая Аквитания). Входит в состав округа Жонзак. Кантон Сен-Жени-де-Сантонж.
Код INSEE коммуны — 17084.

## Население
Население коммуны на 2010 год составляло 554 человека.
| 1962 | 1968 | 1975 | 1982 | 1990 | 1999 | 2010 |
| ---- | ---- | ---- | ---- | ---- | ---- | ---- |
| 602  | 552  | 527  | 465  | 449  | 500  | 554  |